# Mosteiro suspenso
O mosteiro suspenso de Hanging ou Mosteiro Xuankong (chinês tradicional: 懸空寺, chinês simplificado: 悬空寺, pinyin: Xuánkōng Sì), também conhecido como templo suspenso, é um mosteiro construído num precipício de 75 metros  de altura, perto do monte Heng, no xiàn de Hunyuan, Província de Xanxim, na China. A cidade mais próxima é Datong, a 64,23 km a noroeste. Junto com as grutas de Yungang, o mosteiro suspenso é uma das principais atrações turísticas e locais históricos na área de Datong. Construído há mais de 1 500 anos, o mosteiro é notável não só pela sua localização em um enorme precipício, mas também porque inclui elementos budistas, taoístas e confucianistas. A estrutura é mantida no lugar com vigas de carvalho instalados em buracos esculpidas no penhasco. A estrutura principal de suporte estava escondido dentro da rocha.

## Galeria de fotos

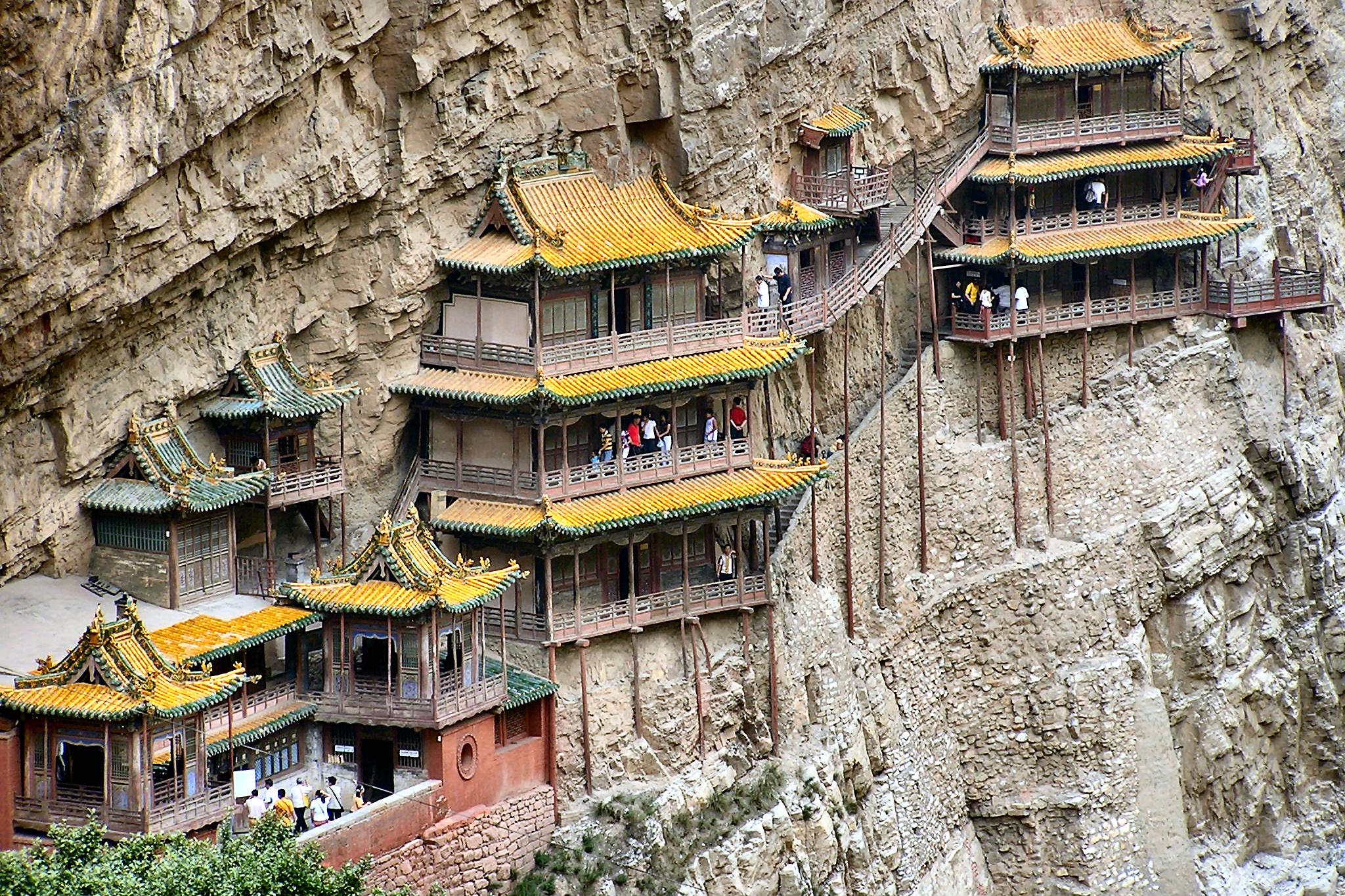
O Templo
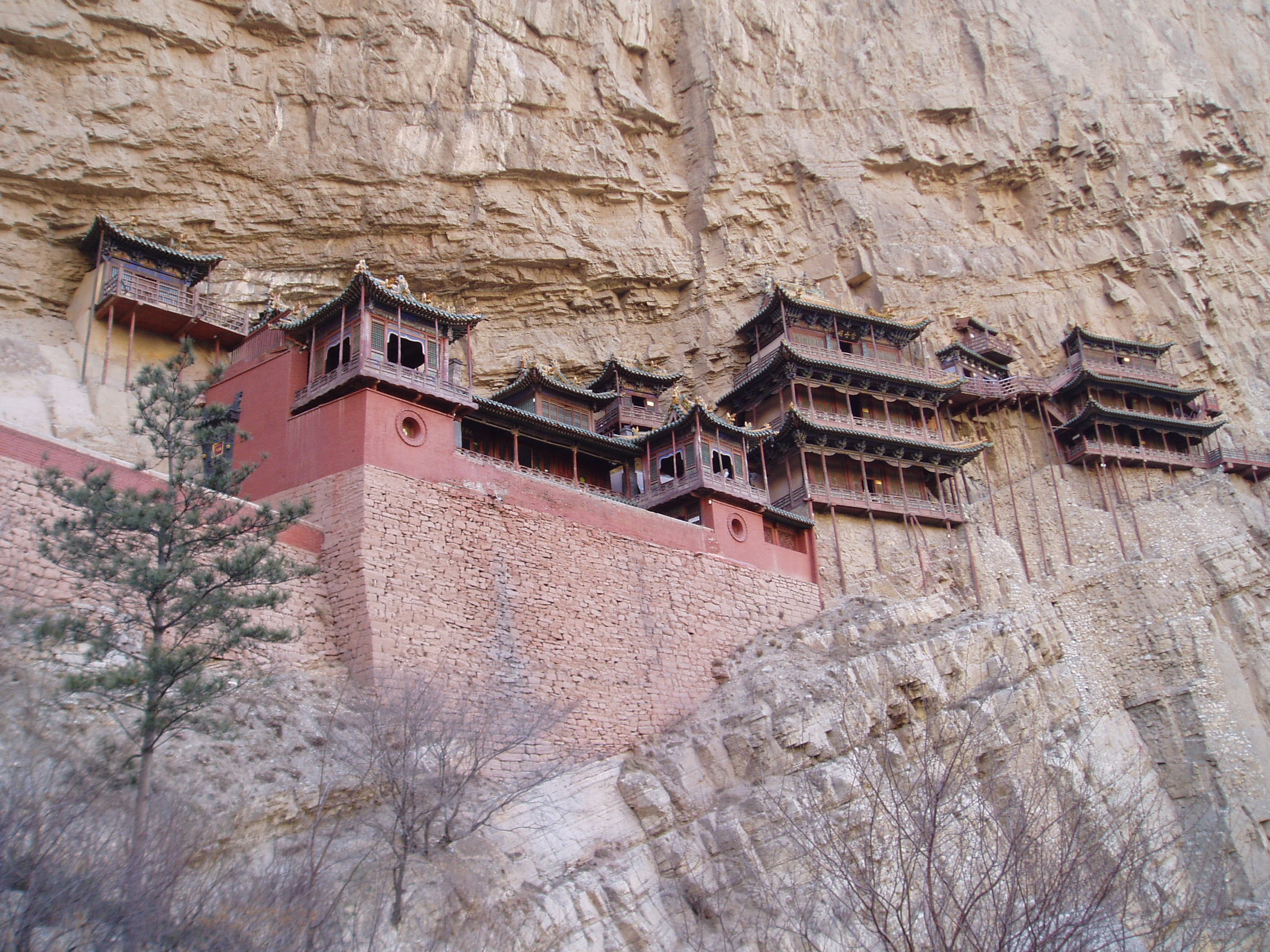
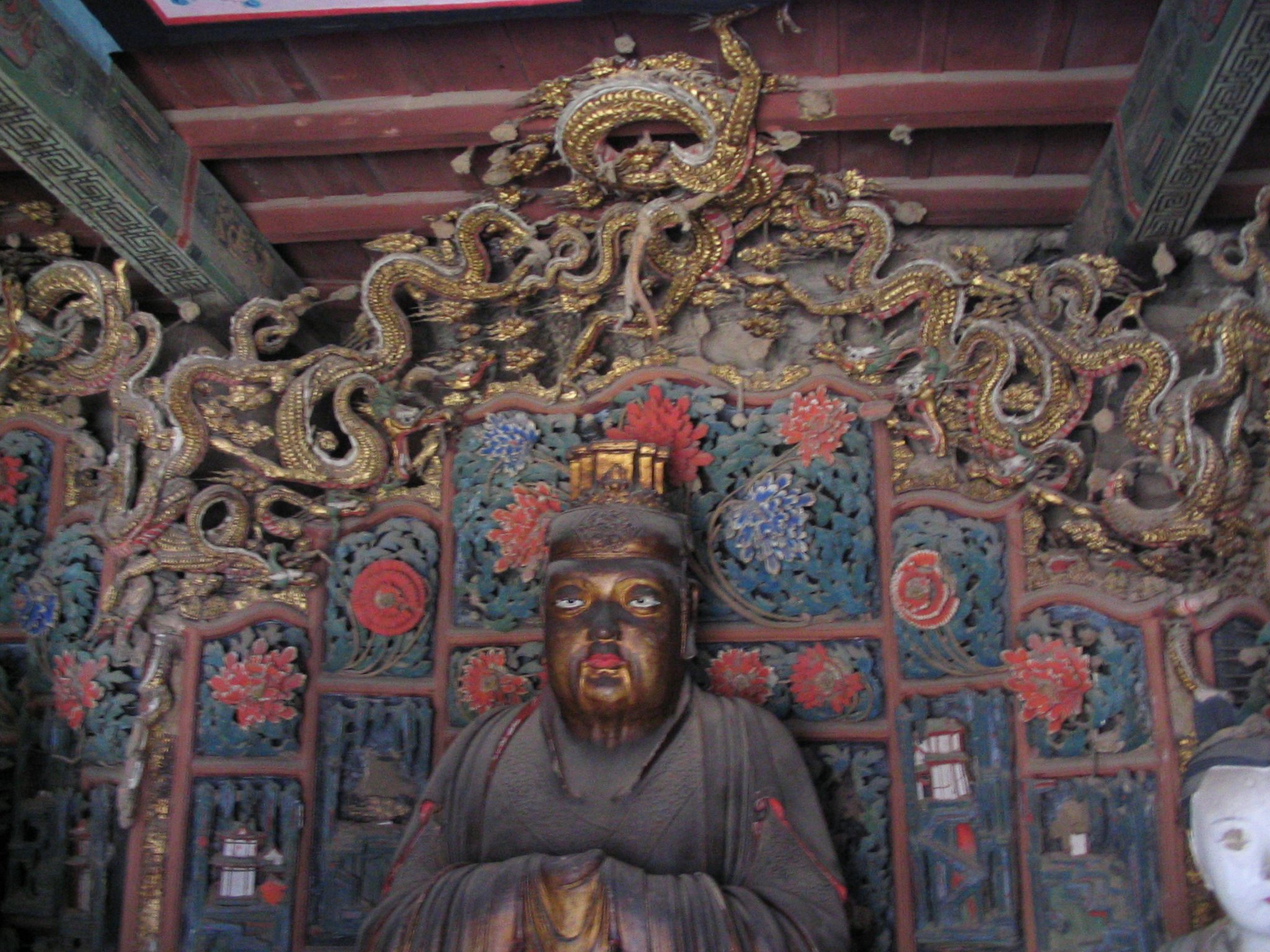
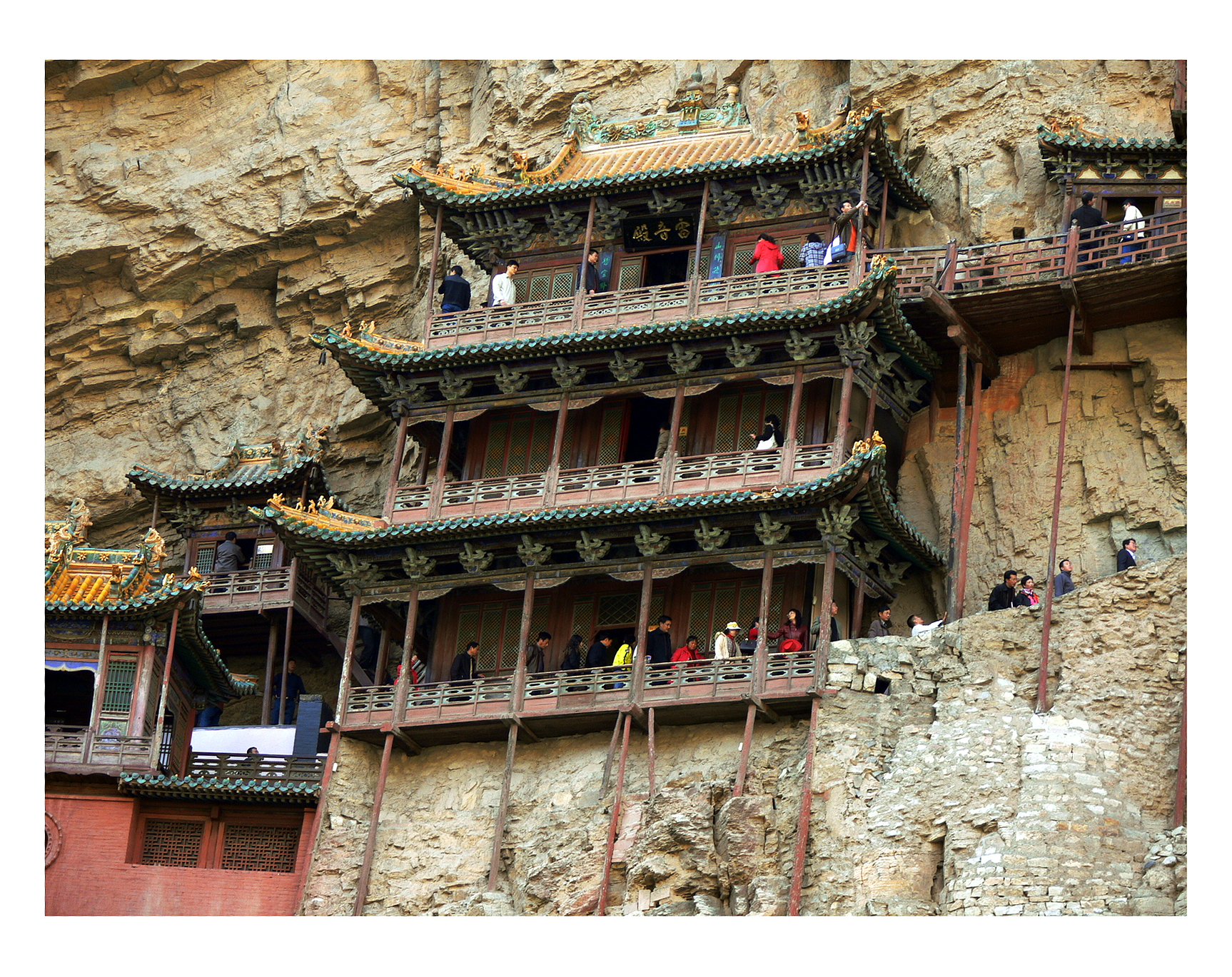